# Instituto de Educación Física (UdeA)
El Instituto Universitario de Educación Física o simplemente Instituto de Educación Física como es más conocido, es una unidad académica de la Universidad de Antioquia -UdeA. Fundado en 1968, se encuentra ubicado en la Ciudadela Robledo, campus ubicado en la ciudad de Medellín (Antioquia, Colombia). Se dedica a formar profesionales a nivel de pregrado y de posgrado en el campo de la motricidad para contribuir con el desarrollo humano y social, fundamentándose en principios pedagógicos que orientan la docencia, la investigación y la extensión por medio de un currículo que atiende problemas relacionados con las expresiones motrices, la calidad de vida y la construcción social.

## Historia
La creación del Instituto Universitario de Educación Física de la Universidad de Antioquia (1968) es el resultado, en la década de los años 60, de un sinnúmero de personas que vieron la necesidad de que este campo del saber ingresara a ser parte de la formación y educación de los antioqueños, ya que en ese momento en Colombia sólo la Universidad Pedagógica Nacional, en Bogotá, contaba con el programa de Licenciados en Educación Física.
En octubre de 1968, la Universidad de Antioquia por medio del acuerdo n.º 40  estableció el programa de Educación Física, con el nombre Licenciatura en Educación -área mayor: Educación Física, área menor: Salud y Recreación- y comenzó sus actividades en el primer semestre de 1969, como una sección del Departamento de Administración Supervisión y Currículo de la Facultad de Educación. 
Los encargados de presentar el proyecto para la creación de este programa fueron: la profesora norteamericana Juanita Carnaham, quien vino a Colombia con el programa Cuerpos de Paz; los profesores Alfonso Serna, Ricardo Lagoueyte García y la profesora Consuelo Zea Echeverri, licenciados en Educación de la Universidad Pedagógica Nacional de Bogotá; fueron ellos los educadores precursores del programa y a los cuales se les unió después Alfonso Mejía Cano, de la Universidad Pedagógica Nacional. 

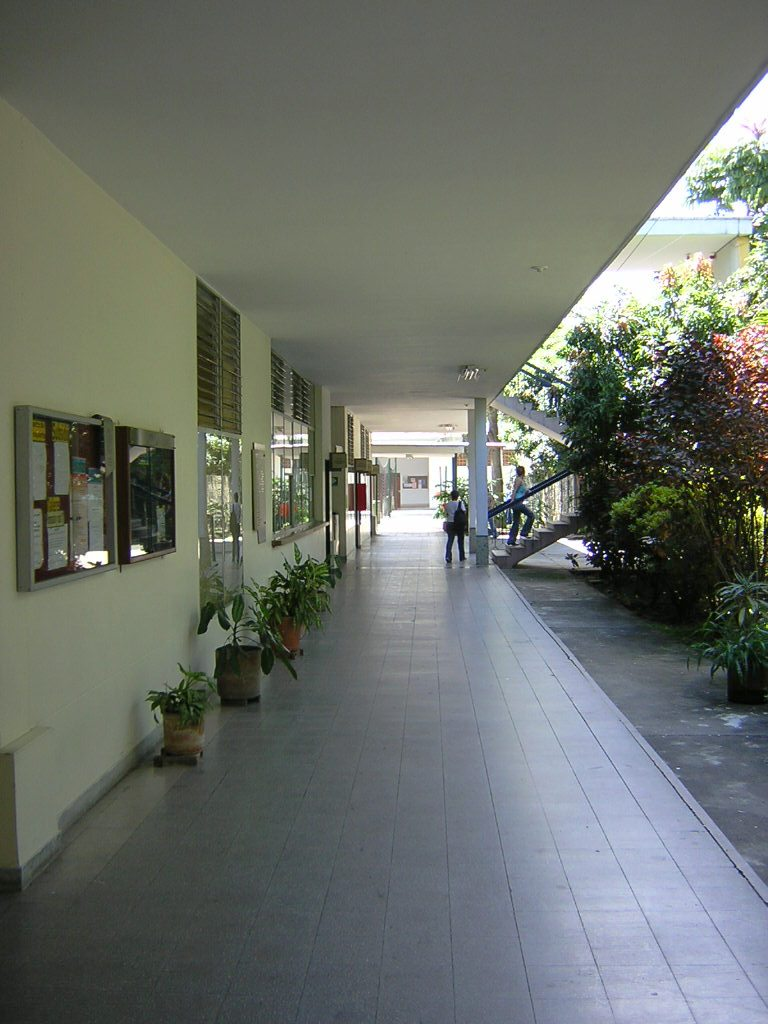
Bloque 45 sede del Instituto en la Ciudadela Robledo.

Inicialmente no se contó con criterios claros frente a la estructura curricular, se presentó una estructura basada en un plan de asignaturas que se adaptaban a las necesidades de aquel momento, sin explicitar una estructura textual-curricular de formación en los diferentes campos de la Educación Física. 
De forma paralela, el proceso de generación del programa de Educación Física se desarrolló desde 1973 por medio de un convenio entre Colombia y Alemania. Para establecer un programa Nacional de Educación Física, Deporte y Recreación, se creó el Instituto de Ciencias del Deporte, con la cooperación de entidades como COLDEPORTES Nacional, la Universidad del Valle, COLDEPORTES Antioquia (hoy INDEPORTES Antioquia) y la Universidad de Antioquia, la cual fue escogida como sede. El Convenio precisa los objetivos, las contribuciones en dinero, en especie y servicios de las instituciones comprometidas; la dirección financiera y administrativa del Instituto, la estructura y funciones de la Junta Directiva, la planta de personal, los deberes de las entidades contratantes y la duración del contrato. Las áreas sobre los que se realizaría y desarrollaría el proyecto serían la didáctica enlazada con la pedagogía en las áreas de Currículo, Medicina del Deporte y Documentación e Información Deportiva. 
En la Universidad de Antioquia se desarrollaron principalmente los programas de Currículo y la sección de Documentación e Información Deportiva. El programa de Medicina del Deporte contó como sede a COLDEPORTES Antioquia y en su desarrollo estuvieron vinculados profesores de la Universidad de Antioquia. 
Este Convenio facilitó la formación, mediante becas del Gobierno Alemán, de algunos empleados y profesores del Instituto de Ciencias del Deporte y del departamento de Educación Física. Además de la colaboración de expertos alemanes del deporte, otro gran aporte que el Convenio generó al Instituto fue el apoyo a la sección de Documentación y Currículo, por medio de material como revistas, libros, la creación y edición de la primera revista colombiana de carácter académico y científico de la disciplina Educación Física y Deporte, con tiraje internacional y la implementación de la sección Medicina Deportiva, adscrita a COLDEPORTES Antioquia (INDEPORTES Antioquia). 
En febrero de 1976, por medio del acuerdo n.º 2, se constituyó el Departamento de Educación Física y Deportes adscrito a la Facultad de Educación y cumpliendo el acuerdo 12 de 1980 sobre estructura orgánica de la Universidad, la Sección de Deportes de Bienestar Universitario se fusionó al Instituto de Ciencias del Deporte (Convenio Colombo – Alemán) y al Departamento de Educación Física y Deportes, permitiendo así la creación del Instituto Universitario de Educación Física y Deportes, por medio del acuerdo n.º 3 del 9 de marzo de 1981 y su centro de labores se trasladó al bloque 24, en la Facultad de Artes. Los promotores de este proyecto fueron entre otros, Baltazar Medina, como jefe del Departamento, Raúl Hincapié Abad, director del Instituto de Ciencias del Deporte y el decano de la Facultad de Educación de aquel momento.
La Ciudad Universitaria siempre ha contado con buenas instalaciones y áreas deportivas, a pesar de lo cual el Instituto siempre tenía problemas para la realización de sus actividades deportivas y de extensión, ya que dichas instalaciones también son utilizadas por toda la comunidad universitaria.
En septiembre de 1997 el Instituto es trasladó a la Ciudadela Robledo, campus alterno de la Universidad de Antioquia, remediando, en gran parte, los problemas de infraestructura para el desarrollo de sus programas académicos y sus actividades deportivas y de extensión.

## Investigación
Grupos de investigación con los que cuenta el Instituto.
- Ciencias Aplicadas a la Actividad Física y el Deporte
- Cultura Somática
- Estudios en Educación Corporal
- Ocio, Expresiones Motrices y Sociedad

## Programas
Pregrado
- Licenciatura en Educación Física
- Entrenamiento Deportivo

Posgrado

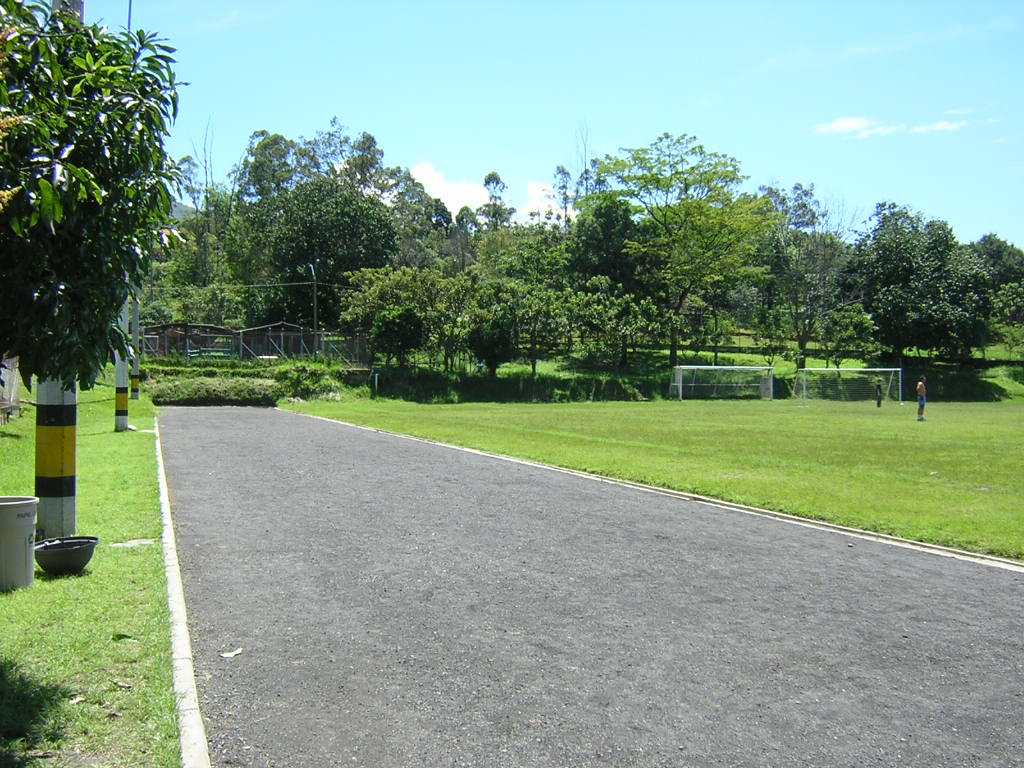
Pista y cancha de fútbol.

- Maestría en Motricidad Desarrollo Humano
- Especialización Entrenamiento Deportivo
- Especialización Administración Deportiva
- Especialización Actividad Física y Salud